# Камиёнанаё
Камиёнанаё (яп. 神世七代 Семь поколений эпохи богов) — в японской мифологии, семь поколений 12 богов, которые возникли после формирования неба и земли. По Кодзики, эти божества появились после богов Котоамацуками. Первые два поколения были хиторигами, в то время как последующие пять возникли как пары богов мужчин и женщин: которые были братьями и сёстрами и в то же время женатыми парами.

Генеалогия

В отличие от Кодзики в Нихон сёки, утверждается что именно боги Камиёнанаё были первыми богами появившимися после создания мира. В нём также говорится, что первые три поколения божеств были хиторигами, а другие поколения божеств были парами противоположного пола. Также, Нихон сёки использует другое написание для имён всех божеств.
Последнее, седьмое поколение божеств, сформированное Идзанаги и Идзанами, являлось парой, которая создала Японского архипелаг (Куниуми) и породила других божеств (Камиуми).

## Список божеств
| Поколение | Имя по Кодзики                                                             | Имя по Нихон сёки                                                        |
| --------- | -------------------------------------------------------------------------- | ------------------------------------------------------------------------ |
| 1         | Кунинотокотати-но Ками (яп. 国之常立神)                                    | Куни-но токотати-но микото (яп. 国常立尊)                                |
| 2         | Тоё-кумоно-но ками (яп. 豊雲野神)                                          | Куни сацути-но микото (яп. 国狭槌尊)                                     |
| 3         | Ухидзини-но ками (яп. 宇比邇神) и Сухидзини-но ками (яп. 須比智邇神)       | Тоё-кумону-но микото (яп. 豊斟渟尊)                                      |
| 4         | Цунугухи-но ками (яп. 角杙神) и Икугухи-но ками (яп. 活杙神)               | Уидзини-но микото (яп. 泥土煮尊) и Суйдзини-но микото (яп. 沙土煮尊)     |
| 5         | Оотонодзи-но ками (яп. 意富斗能地神) и Оотонобэ-но ками (яп. 大斗乃弁神)   | Оотонодзи-но микото (яп. 大戸之道尊) и Оотомабэ-но микото (яп. 大苫辺尊) |
| 6         | Омодару-но ками (яп. 淤母陀琉神) и Аякасиконэ-но ками (яп. 阿夜訶志古泥神) | Омодаруи-но микото (яп. 面足尊) и Касиконэ-но микото (яп. 惶根尊)        |
| 7         | Идзанаги-но ками (яп. 伊邪那岐神) и Идзанами-но ками (яп. 伊邪那美神)      | Идзанаги-но микото (яп. 伊弉諾尊) и Идзанами-но микото (яп. 伊弉冉尊)    |